# Sándor Lévai
Sándor Lévai (ur. 16 lipca 1935 w Debreczynie, zm. 11 października 2009) – węgierski i brytyjski żużlowiec.

## Życiorys
W 1950 r. zdobył tytuł indywidualnego mistrza Węgier w klasie 250 ccm, natomiast w latach 1951–1956 sześciokrotnie z rzędu zdobył złote medale indywidualnych mistrzostw Węgier na żużlu. W latach 1964 i 1971 reprezentował Wielką Brytanię w eliminacjach indywidualnych mistrzostw świata.
W lidze brytyjskiej startował w barwach klubów z Belle Vue (1965-1968), Newport (1969-1971), Ipswich (1972) i Cradley (1974, 1975).